# Atomosia rica
Atomosia rica là một loài ruồi trong họ Asilidae. Atomosia rica được Curran miêu tả năm 1935. Loài này phân bố ở vùng Tân nhiệt đới.